# Hoppestad
Hoppestad är en tidigare tätort i Skiens kommun i Telemark fylke i södra Norge. Orten ligger där fylkesväg 3282 möter fylkesväg 3286, norr om staden Skien. Den räknas som en del av den sammanväxta tätorten Porsgrunn/Skien.